# Aldershot Town F.C.
Aldershot Town là một câu lạc bộ bóng đá chuyên nghiệp có trụ sở tại Aldershot, Hampshire, Anh. Câu lạc bộ hiện thi đấu tại National League, giải hạng 5 bóng đá Anh. Câu lạc bộ được thành lập vào mùa xuân năm 1992 sau khi câu lạc bộ giải hạng 4 Aldershot đóng cửa. Đội có sân nhà tại Recreation Ground, nơi cũng từng là sân nhà của câu lạc bộ tiền thân.

## Thành tích

### Giải hạng
Conference Premier (Giải hạng 5)
- Nhà vô địch mùa  giải 2007–08[1]
- Á quân vòng Play-off mùa giải 2003–04

Isthmian League Premier Division:
- Nhà vô địch mùa  giải 2002–03

Isthmian League Division One:
- Nhà vô địch mùa  giải 1997–98

Isthmian League Division Three:
- Nhà vô địch mùa  giải 1992–93

### Cúp bóng đá
Conference League Cup:
- Nhà vô địch mùa  giải 2007–08[1]

Hampshire Senior Cup:
- Nhà vô địch các mùa giải: 1998–99, 1999–2000, 2001–02, 2002–03, 2006–07[2]